# 98 ق هـ
98 ق هـ هي السنة الثامنة والتسعون السابقة للهجرة النبوية، وهي توافق ما بين سنتي 526 و527 حسب التقويم الميلادي، أي أنها بدأت في سنة 526م وانتهت في سنة 527م.

## وفيات
- جستين الأول.